# Norah McClintock
Norah McClintock (Montreal, 11 de marzo de 1952-6 de febrero de 2017) fue una escritora canadiense de literatura infantil y juvenil. Ha sido la única persona en obtener en cinco ocasiones el premio Arthur Ellis por la mejor novela juvenil de misterio del año en Canadá.
Solía escribir novelas policíacas para el público joven y afirma que desde los doce años ya quería ser escritora y que se decidió por las novelas policíacas porque era el género que más le gustaba como lectora.En 2009 vivió en Toronto, donde se desarrolló la acción de alguna de sus novelas. Se diplomó en la Universidad de McGill. Ha recibido el premio Arthur Ellis de novela policíaca por las novelas: Falsa Identidad, Un cadáver en el sótano y Delito en Haverstock. Aunque no mucha gente reconoce estas novelas, la mayoría de los lectores les han gustado y lo han recomendado.
Fue miembro de la Sociedad Canadiense de autores, ilustradores y artistas para niños y de Crime writers of Canada (escritores del crimen de Canadá). También escribió artículos para periódicos de organizaciones de caridad.

## Obra publicada

### En la colección "The Mike & Riel"
- 2003 — Hit and Run
- 2004 — Truth and Lies
- 2004 — Dead and Gone
- 2006 — Seeing and Believing
- 2008 — Dead Silence

### Colección "Robyn Hunter"
- 2006 — Last Chance
- 2006 — You Can Run
- 2007 — Nothing to Lose
- 2007 — Out of the Cold
- 2008 — Shadow of Doubt
- 2009 — Nowhere to Turn
- otoño de 2009 — Change of Heart

### Colección "Chloe & Levesque"
- 2000 — Over the Edge
- 2001 — Scared to Death — novela ganadora del premio Arthur Ellis en 2002 en la categoría "Best Juvenile Crime Book" (mejor novela policíaca para jóvenes).
- 2002 — Break and Enter — novela ganadora del premio Arthur Ellis en 2003 en la misma categoría.
- 2003 — No Escape
- 2005 — Double Cross
- 2005 — Not a Trace
- 2005 — The Third Degree

### Otras obras
- 1989 — Sixty-Four Sixty-Five
- 1989 — Shakespeare and Legs
- 1991 — The Stepfather Game
- 1993 — Jack's Back
- 1995 — Mistaken Identity — novela ganadora del premio Arthur Ellis en 1996 en la categoría mencionada arriba.
- 1997 — The Body in the Basement — novela ganadora del premio Arthur Ellis en 1998 en la misma categoría.
- 1998 — Sins of the father — novela ganadora del premio Arthur Ellis en 1999 en la misma categoría.
- 1999 — Password: Murder
- 2004 — A Lot to Lose
- 2007 — Dooley Takes The Fall
- 2009 — Homicide Related: A Ryan Dooley Mystery

### En la editorialOrca Book Pub
- 2005 — Snitch
- 2006 — Tell
- 2007 — Bang
- 2007 — Down
- 2008 — Marked
- 2008 — Watch Me
- 2009 — Back
- 2009 — Taken
- 2009 — Picture This